# Dasymaschalon grandiflorum
Dasymaschalon grandiflorum là loài thực vật có hoa thuộc họ Na. Loài này được Jing Wang, Chalermglin & R.M.K.Saunders mô tả khoa học đầu tiên năm 2009.
Loài này có ở phần bán đảo miền nam Thái Lan (tỉnh Narathiwat).
Là dây leo, dài tới 15 m. Ra hoa tháng 2-4, tạo quả tháng 6-8. Mọc ở cao độ 300-500 m. Tên gọi tại Thái Lan là bu-rong Chang.